# Reinhard Skricek
Reinhard Skricek, född den 4 januari 1948, är en västtysk boxare som tog OS-brons i welterviktsboxning 1976 i Montréal. Han besegrades av Pedro Gamarro i semifinalen.